# Martina Gebhardt (Musikerin)
Martina Gebhardt (* um 1965 in Berlin) ist eine deutsche Jazzmusikerin (Gesang, Komposition).

## Wirken
Gebhardt arbeitete zunächst in Werbeagenturen und ließ sich zur Kommunikationswirtin ausbilden. Ihre Mitwirkung bei Theater- und Musical-Projekten brachte sie zum Jazz. Ab 1989 gab sie Konzerte mit Musikern wie Reggie Moore und Rudy Stevenson. 1992 erhielt sie das Jazzstipendium des Berliner Senats, das sie nutzte, um in New York von Kirk Nurock und Judy Niemack unterrichtet zu werden. Bis 2001 studierte sie Musikpädagogik an der Universität der Künste Berlin. Weiterhin nahm sie Unterricht bei Catherine Gayer, Jeanne Lee, Sheila Jordan, Deborah Brown, Solange Knowles und Bobby McFerrin.
Zwischen 1991 und 1995 bildete sie das Trio Inner Pipes mit dem Kirchenorganisten Matthias Suschke und Rolf von Nordenskjöld, das die CD Vox Humana (1993) veröffentlichte. 1994/95 arbeitete sie mit Maria Baptist und Clemens Hoffmann; zudem spielte sie im Duo mit Hans Hartmann. Weiterhin wirkte sie im Trio mit Andreas Schmidt und Sören Fischer und gab Konzerte mit Musikern wie Helmut Forsthoff, Rainer Winch, Silke Eberhard und der Bigband von Dieter Keitel.
Im Duo mit Gitarrist Peter Kuhz legte sie 2011 das Album To Rudy, With Love bei Octason Records vor. Ihr Debütalbum unter eigenem Namen, Good Vibes with Good Friends, erschien 2017 bei Laika Records. Dort präsentierte sie „eine Mischung aus Jazz, Pop, Chanson und Soul und singt mal auf Deutsch, mal auf Englisch.“ Beim selben Label folgten 2019 BassGrooveBallads und mit ihrem Septett ihr Album Coming Home for Winter und 2020 in Quintettbesetzung The Moon And You. Weiterhin ist sie auf dem Album Blaufisch Projekt der Punk-&-Roll-Band Die Zoologen zu hören.

## Diskographische Hinweise
- Good Vibes with Good Friends (Laika 2019, mit Franz Bauer, Mike Segal, Martin Lillich, Tilman Person sowie Marina Gersonde, Dave Beecroft, Peter Kuhz)
- Martina Gebhardt, Robert Teigeler: BassGrooveBallads (Laika 2019)
- Coming Home for Winter (Laika 2019, mit Christoph Titz, Mike Segal, David Beecroft, Tobias Tinker, Martin Lillich, Tilman Person, Andrea Marcelli)
- Martina Gebhardt Septett: In Spring (Laika 2021)[3]